# 彼得马里茨堡
彼得马里茨堡是南非夸祖鲁-纳塔尔省的首府，位于南非东部，人口为223,519人， 主要语言为英语和祖鲁语，还有少部分南非荷兰语和科萨语，拥有彼得马里茨堡机场。也稱馬利茲堡（英文：Maritzburg）。1962年，纳尔逊·曼德拉在此被捕。